# 忘れがたき1919年 (ショスタコーヴィチ)
『忘れがたき1919年』（ロシア語: Незабываемый 1919 год） 作品89は、ドミートリイ・ショスタコーヴィチがミハイル・チアウレリ監督による1951年の同名の映画『忘れがたき1919年』のために作曲した映画音楽。1954年にレフ・アトヴミヤン（1901年-1973年）により映画音楽から編曲された組曲版が存在し、作品89aとなっている。

## 概要
当局から作品の演奏を禁止され、生徒を教えることも許されなかった1940年代終盤から1950年代初頭にかけて、ショスタコーヴィチが自ら述べたところの「パンの欠片を稼ぎ出す」ためにできることと言えば、愛国的プロパガンダ映画に劇判を付けることだけであった。本作はショスタコーヴィチがチアウレリの映画のために書いた2作目の映画音楽であり、映画はロシア内戦を扱った内容となっている。ショスタコーヴィチのチアウレリとの共作はこれが最後となった。
映画はヨシフ・スターリンを称える内容となっており、スターリンが1919年にサンクトペテルブルク周辺で発生したロシア内戦中の事件で先導的役割を果たす姿を描写しているが、これは事実ではない。1953年にショスタコーヴィチが書いた音楽へスターリン賞の授与が検討されたが、彼はノミネーションの辞退を模索した。いずれにせよ、1953年3月にスターリンが死去すると賞もキャンセルとなる。ショスタコーヴィチ自身はこの映画に価値を見出していなかった。ソロモン・ヴォルコフによると、彼はスターリンが「『忘れがたき1919年』で、自分がサーベルを手に持ち、武装した隊列で踏板の上に騎乗している姿を見るのを好んでいた。この幻想的な絵面が現実とは何の関わりもないのはもちろんのことだ」と述べていたいう。
アトヴミヤンがまとめた組曲は、はじめ1956年にアレクサンドル・ガウクの指揮でメロディアレーベルに録音されたが、このとき第5、第6曲は省略された。

## 楽曲構成
組曲は全7曲で構成される。
1. 序曲
2. ロマンス（シバエフのカティアとの出会い）
3. 海戦の情景
4. スケルツォ
5. クラスナヤ・ゴルカでの暴行
6. 間奏曲
7. 終曲

曲はフル・オーケストラを用いて書かれている。第5曲は「アディンセルの1941年の『ワルソー・コンチェルト』の様式に依るが、より一層ハリウッド的なミニ・ピアノ協奏曲」と表現されている。この曲はサンクトペテルブルク郊外に位置するクラスナヤ・ゴルカ砦に対する攻撃を描いている。誤訳により、この曲はしばしば「美しきゴーリキーへの攻撃」と紹介されている。音楽史家のマリーナ・フロロヴァ＝ウォーカーは「（この作品は）ショスタコーヴィチらしさを認めることは困難で、銀幕のアクションにさほど似つかわしくもないものの、実に記憶に残りやすい音楽である。」とコメントしている。曲はピアノが表層的な動きをするだけの、深みに欠ける音楽となっている。